# Formigueret ventre-rogenc
El formigueret ventre-rogenc (Isleria guttata) és una espècie d'ocell de la família dels tamnofílids (Thamnophilidae).

## Hàbitat i distribució
Habita la selva humida tropical i subtropical de les terres baixes de la conca septentrional del riu Amazones, des del sud de Veneçuela, Guyana, Surinam, Guayana francesa i nord-est de l'Amazònia del Brasil, al nord de l'Amazones des de l'est del riu Negro cap a l'est fins Amapá.